# Anton Baumann (Kurunternehmer)

Anton Baumann (1851–1907)

Anzeige des Elisabeth-Sol- und -Moorbades (der Witwe von Anton Baumann) (1910)

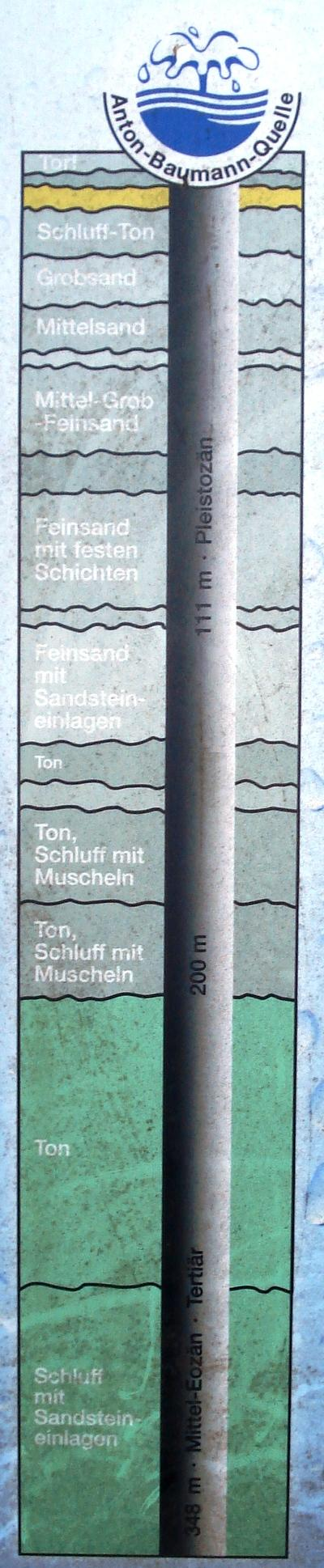
Profil der Anton-Baumann-Quelle (Schild an der Quelle)

Anton Baumann (* 5. Juli 1851 in Gültstein; † 2. März 1907 in Schwartau – (heute Bad Schwartau)) war ein deutscher Braumeister und als Unternehmer Begründer der Entwicklung des Kur- und Badewesens in Bad Schwartau.

## Leben
Anton Baumann wurde am 5. Juli 1851 als Sohn eines Metzgers und Schultheißen in Gültstein (bei Herrenberg im damaligen Königreich Württemberg) geboren und erlernte nach Abschluss der Schule das Brauereihandwerk. Ab 1870 ging er auf eine sechsjährige Wanderschaft und kehrte nach Besuch der Brauerei-Akademie als Braumeister 1876 in seinen Heimatort zurück.
Ab 1877 lebte Anton Baumann in Bad Schwartau im Fürstentum Lübeck (das damals ein bei zahlreichen Besuchern beliebter Ort der Sommerfrische war), wo er als Braumeister bei der dortigen Brauerei Gebr. Lychenheim arbeitete. Am 15. Januar 1886 heiratete er Margarethe Münter.
1895 beabsichtigte er die Produktpalette der Brauerei um das zu der Zeit populär gewordene Selterswasser zu erweitern. Zu diesem Zweck wurde auf dem Gelände der Brauerei eine Bohrung vorgenommen um reines Tiefenwasser zu gewinnen. Bei der Bohrung stieß man in 316 Meter Tiefe auf eine Erdschicht, die eine Salzlösung (Sole) führt. Eine Analyse ergab einen ca. 3,5-prozentigen Salzgehalt mit einem für den norddeutschen Raum hohen Jodanteil. Pläne seitens des Brauereibesitzers die Solequelle zu nutzen zerschlugen sich.
Nach dem Ende der Brauerei verließ Anton Baumann 1900 kurzzeitig Schwartau und betrieb in Pinneberg ein Hotel, kehrte jedoch 1901 zurück.
In Schwartau errichtet er ein Badehaus, das am 7. Juni 1901 als Elisabeth-Sol- und Moorbad (benannt nach der Frau des Großherzogs von Oldenburg) eröffnet wurde und sich großer Beliebtheit erfreute.
Das „Elisabeth-Sol- und Moorbad“ machten Schwartau binnen kurzem zu einem bekannten Kur- und Badeort. Anton Baumanns Erfolg führe 1903 zur Eröffnung des „Friedrich-August-Bad“.
Die Sole für die Kurbäder bezog Anton Baumann aus der 1895 erfolgten Bohrung (die „Elisabeth-Quelle“), während das Moorbad aus der Umgebung Bad Schwartaus stammte. Nachdem 1905 das Gelände der Brauerei an die Chemische Fabrik der Brüder Fromm (dem Vorläufer der Schwartauer Werke) verkauft worden war, wurde Anton Baumann der Zugang zu der Solequelle verwehrt, da die neuen Besitzer beabsichtigten diese selbst zu nutzen (woraus 1908 das Schwartauer Kurhaus hervorging).
Daraufhin brachte Anton Baumann 1905/1906 erfolgreich eine eigene Bohrung (die „Baumanns-Quelle“) bis auf 327 Meter nieder, um an die Sole für den Weiterbetrieb seines Bades zu gelangen.

## Sonstiges
Nach seinem Tod am 2. März 1907 wurde das „Elisabeth-Sol- und Moorbad“ von seiner Frau weitergeführt.
Die Aktivitäten von Anton Baumann und das von ihm gegründete „Elisabeth-Sol- und Moorbad“ – das als einziges dauerhaften Bestand hatte – sind der Ursprung des für Bad Schwartau bedeutenden Kur- und Badewesens als Jodsole- und Moorheilbad, was 1913 zur Anerkennung als „Bad“ führten.

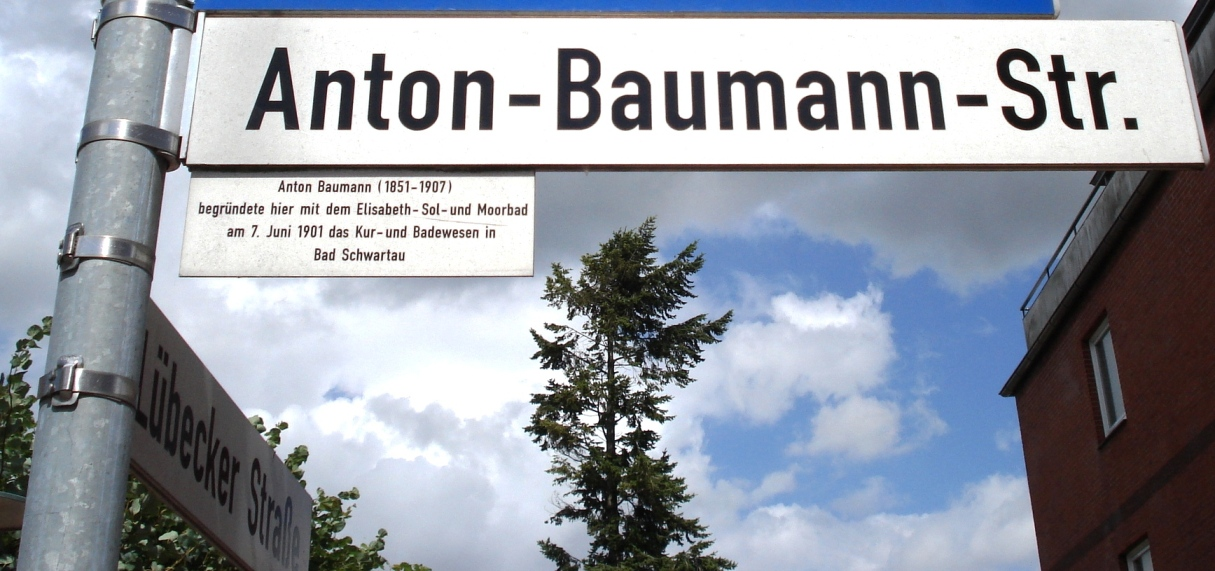
Straßenschild „Anton-Baumann-Straße“ in Bad Schwartau

An Anton Baumann erinnert unter anderem die Anton-Baumann-Straße in Bad Schwartau.